# 291 (عدد)
291 هو عدد صحيح طبيعي بين 290 و292

## في الرياضيات

### خصائص
- 291 عدد فردي
- 291 عدد ناقص
- 291 عدد مضلعي (21 أضلاع-98 أضلاع-...)